# 田中知己
田中 知己（たなか ともみ、1934年7月7日 - 2015年10月21日）は東京都出身のテレビディレクター、テレビプロデューサー兼鉄道雑誌編集会社社長およびその編集者。早稲田大学卒業。
1957年日本テレビ入社。1959年にドラマ「恋人」でデビュー後、愛の劇場、日産スター劇場、サスペンス劇場といった連続ドラマ枠を担当。その後も「気になる嫁さん」、「ほおずきの唄」、「オレの愛妻物語」などのドラマや、「巨泉×前武ゲバゲバ90分!」といったバラエティー番組の演出も手掛けた。1989年に日本テレビを退社しフリーとなった。
その後は鉄道月刊誌「鉄道ピクトリアル」を発行する電気車研究会に転職し同社の社長を務め、その後会長を務めた。

## 主な作品
- われら弁護士（演出）
- 気になる嫁さん（演出）
- パパと呼ばないで（演出）
- くるくるくるり（演出）
- ほおずきの唄（演出）
- 前略おふくろ様（演出）
- 気まぐれ天使（演出）
- 気まぐれ本格派（演出）
- オレの愛妻物語（演出）
- 熱中時代（演出）
- 熱中時代・刑事編（企画、演出）
- 熱中時代・教師篇II（企画、演出）
- キッド（企画、演出）
- 刑事物語'85（監督）
- 若草学園物語（演出）
- なぜか、ドラキュラ（演出）
- 新・熱中時代宣言（制作、演出）